# Chaetopappa
Chaetopappa es un género de plantas con flores perteneciente a la familia de las asteráceas. Comprende 20 especies descritas y de estas, solo 11 aceptadas.
Son flores silvestres nativas de América del Norte central y occidental .  Llevan margaritas rizadas con rayos florales que pueden ser de color blanco a tonos de azul y morado, y amarillo el disco floral.

## Especies
A continuación se brinda un listado de las especies del género Chaetopappa aceptadas hasta junio de 2011, ordenadas alfabéticamente. Para cada una se indica el nombre binomial seguido del autor, abreviado según las convenciones y usos.
- Chaetopappa asteroides (Nutt.) Nutt. ex DC.
- Chaetopappa bellidifolia (A.Gray & Engelm. ex A.Gray & Engelm.) Shinners
- Chaetopappa bellioides (A.Gray) Shinners
- Chaetopappa effusa (A.Gray) Shinners
- Chaetopappa ericoides (Torr.) G.L.Nesom
- Chaetopappa hersheyi S.F.Blake
- Chaetopappa imberbis (A.Gray) G.L.Nesom
- Chaetopappa keerlioides Shinners
- Chaetopappa parryi A.Gray
- Chaetopappa plomoensis B.L.Turner
- Chaetopappa pulchella Shinners